# Стен Пірсон
Стен Пірсон (англ. Stan Pearson, 11 січня 1919, Солфорд — 20 лютого 1997, Джексонвілл) — англійський футболіст, що грав на позиції нападника, зокрема за клуб «Манчестер Юнайтед», а також національну збірну Англії. По завершенні ігрової кар'єри — тренер.

## Клубна кар'єра
У дорослому футболі дебютував 1936 року виступами за команду «Манчестер Юнайтед», кольори якої із перервою, викликаною Другою Світовою війною, захищав до 1954 року, взявши за цей час участь у 343 матчах чемпіонату. У складі «Манчестер Юнайтед» був одним з головних бомбардирів команди, маючи середню результативність на рівні 0,43 гола за гру першості. За цей час виборов титул чемпіона Англії, ставав володарем Кубка Англії з футболу і Суперкубка Англії з футболу.
Протягом 1954—1957 років захищав кольори клубу «Бері», а остаточно завершив ігрову кар'єру у команді «Честер Сіті», за яку виступав протягом 1957—1959 років.

## Виступи за збірну
1948 року дебютував в офіційних матчах у складі національної збірної Англії.
Загалом протягом п'ятирічної кар'єри у національній команді провів у її формі 8 матчів, забивши 5 голів.

## Кар'єра тренера
Розпочав тренерську кар'єру відразу ж по завершенні кар'єри гравця, 1959 року, очоливши тренерський штаб клубу «Честер Сіті», в якому пропрацював два роки.
Помер 20 лютого 1997 року на 79-му році життя в Чеширі.

## Титули і досягнення
- Чемпіон Англії (1):

«Манчестер Юнайтед»: 1951-1952
- Володар Кубка Англії з футболу (1):

«Манчестер Юнайтед»: 1947-1948
- Володар Суперкубка Англії з футболу (1):

«Манчестер Юнайтед»: 1952